# Harriet Mann Miller

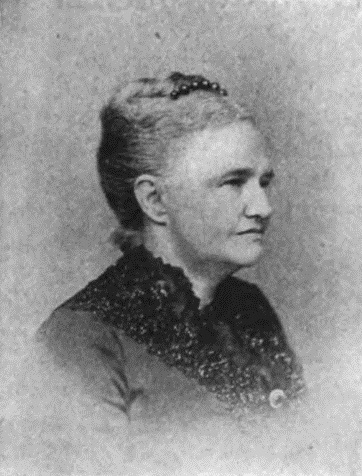
Harriet Mann Miller

Harriet Mann Miller (Geburtsname: Harriet Mann; * 25. Juni 1831 in Auburn, New York; † 25. Dezember 1918 in Los Angeles, Kalifornien) war eine US-amerikanische Schriftstellerin, die unter den Pseudonymen Olive Thorne, Harriet M. Miller oder Olive Thorne Miller Kinderbücher verfasste, die von einer trostloser Kindheit, aber auch von Natur und Tierwelt handelten. Breite Bekanntheit erreichte sie insbesondere durch zahlreiche populärwissenschaftliche Werke zur Ornithologie.

## Leben
Harriet Mann, Tochter eines Bankers, wuchs als ältestes von vier Kindern in zahlreichen Städten in Ohio, Wisconsin und Illinois auf, so dass ihr Schulbesuch nur unregelmäßig stattfand.
1854 heiratete sie den Geschäftsmann Watts T. Miller und lebte zunächst in Chicago sowie nach 1875 in Brooklyn. Sie begann nach einigen Jahren als Hausfrau und Mutter nach der Erziehung ihrer zwischen 1856 und 1868 geborenen vier Kinder 1870 ihr literarisches Werk. Sie verfasste in der Folgezeit unter den Pseudonymen Olive Thorne, Harriet M. Miller oder Olive Thorne Miller autobiografisch geprägte Bücher über trostlose Kindheiten, aber auch von Natur und Tierwelt handelten. Ihr erstes naturkundliches Buch, Little folks in feathers and fur, and others in neither (1875), war eine gut recherchierte Darstellung über eine Wirbellose und Wirbeltiere.
Bekanntheit erreichte sie aber insbesondere durch ihre zahlreichen Bücher aus der Vogelwelt, die aufgrund ihres 1880 begonnenen Interesses für die Ornithologie entstanden. Die Bücher waren geprägt durch eine genaue Darstellung der Vögel in ihrem Lebensumfeld. Wenngleich ihre Beschreibungen oftmals anthropomorph waren, waren die Fakten zutreffend, und trugen somit auch zu einem wachsenden Interesse für Naturgeschichte bei. Ihr erstes Buch über Vogelkunde unter dem Titel Bird-Ways erschien 1885 unter ihrem seit 1879 genutzten Pseudonym Olive Thorne Miller. Aufgrund des hohen Grades an Forschung und Beobachtung gewannen ihre Bücher auch Beachtung unter professionellen Biologen.
Werke wie die Kurzgeschichte O Wondrous Singers aus In Nesting Time (1888) erschienen in Anthologien wie Stedman and Hutchinson.  A Library of American Literature: An Anthology in Eleven Volumes (1891), während ihre Werke über Natur und Tiere in der Zeitschrift Popular Science Monthly oder in dem von John Henry Gurney herausgegebenen The house sparrow (1885) erschienen.
Nach dem Tode ihres Ehemannes verzog sie 1904 nach Los Angeles und setzte auch dort ihr literarisches Werk fort.

## Veröffentlichungen
- Little folks in feathers and fur, and others in neither, 1875, Neuauflage 1910
- Queer Pets at Marcy’s, 1880
- Little people of Asia, 1883
- Bird-ways, 1885
- In nesting time, 1888, Neuauflage 1893
- Little brothers of the air, 1892
- Funny friends, 1892
- A Bird-Liver in the West, 1894, Neuauflage 1900
- Our Home Pets, 1894
- Four-handed folk, 1896
- Upon the tree-tops, 1897
- The first book of birds, 1899
- The childrens’ book of birds, 1901, Neuauflage 1915
- The second book of birds : bird families, 1901
- True bird stories from my note-books, 1903
- Kristy’s queer Christmas 1904
- With the birds in Maine, 1904